# Gibson ES-335
Gibson ES-335 — напівпорожнистих електрогітар з напівпорожнистим корпусом, представлена корпорацією Gibson Guitar Corporation як частина її серії ES (Electric Spanish) у 1958 році. Має суцільний кленовий блок, що проходить через центр корпусу та два отвори в корпусі у стилі скрипки f, вирізані у верхній частині над порожнистими камерами. Компанія Gibson випустила численні варіації та моделі на основі ES-335.
Станом на 2024 рік ES-335 виробляється на заводі Gibson в Нешвілі. Також вироблялась на заводі Gibson в Мемфісі з 2000 року до закриття підприємства в 2019 році.

## Історія
До 1952 року Gibson випускала лише гітари з порожнистим корпусом, які були схильні до зворотного зв’язку при гучному посиленні. Того року була представлена їхня перша гітара з суцільним корпусом, Gibson Les Paul, інструмент, який значно відрізнявся від раннього електрогітарного експерименту Леса Пола, «The Log», який складався з центрального блоку зі знімними камерами з обох боків гриф, фурнітура та прикріплений звукознімач. До 1958 року Gibson виготовляв кілька твердотільних моделей, які мали набагато нижчий зворотний зв’язок і кращий сустейн, але не мали більш темного, теплого тону та непосиленої гучності порожнистих корпусів. ES-335 була спробою знайти золоту середину: більш теплий тон, ніж із суцільним корпусом, створене з майже таким же невеликим зворотним зв’язком. Хоча напівпорожнисті корпуси, такі як ES-335, по суті, є компромісом попередніх конструкцій, з цієї причини вони надзвичайно гнучкі, як показано в популярності ES-335 у широкому діапазоні музики, включаючи блюз, джаз і рок. Спочатку вона пропонувалась за базовою ціною 267,50 доларів США, але швидко стала бестселером і безперервно вироблявся з 1958 року.